# Robert Gausterer
Robert Gausterer (* 11. Mai 1928) ist ein ehemaliger österreichischer Boxer.
Gausterer wurde 1948 Österreichischer Meister im Fliegengewicht und nahm noch im selben Jahr an den 14. Olympischen Spielen in London teil, wo er im ersten Kampf gegen den Südkoreaner Han Soo-an ausschied, welcher später Bronze gewann.